# Skorkowate
Skorkowate (Forficulidae) – rodzina owadów uskrzydlonych zaliczanych do skorków (Dermaptera). Obejmuje prawie 500 gatunków o kosmopolitycznym zasięgu występowania.

## Opis
Skorki te mają ciało wydłużone, nieco spłaszczone do prawie walcowatego, przeciętnie większe niż u kleszczankowatych, choć o podobnym zakresie rozmiarów. Głowę charakteryzują czułki złożone z 10–15 członów. Pokrywy (tegminy) mogą być dobrze wykształcone, skrócone, szczątkowe (zredukowane do łuskowatych klapek) lub całkiem nieobecne. Tylna para skrzydeł również może być w różnym stopniu rozwinięta albo całkowicie zanikła. Odnóża cechują się stopami pozbawionymi przylg między pazurkami oraz o trzecim członie zwykle walcowatym i w połowie tak długim jak pierwszy. Przysadki odwłokowe wykształcone są w zwykle symetryczne szczypce, których forma może być różnorodna. U samic zwykle ramiona szczypiec są rozszerzone u nasady. Narządy genitane samców są nieparzyste, pojedyncze, o słabo zeslerotyzowanych paramerach zewnętrznych. Najczęściej, zwłaszcza u Forficulinae i Diaperasticinae, występuje krótka virga o podstawie rozszerzonej w pęcherzyk nasadowy (łac. vesicula basalis).

## Występowanie
Rodzina kosmopolityczna. W Europie odnotowano około 60 gatunków z tej rodziny. W Polsce stwierdzono występowanie 4 z nich: Anechura bipunctata, Apterygida media, kikutniczka pospolita i skorek pospolity (zobacz też: skorki Polski).

## Taksonomia i klasyfikacja
Rodzina została wyodrębniona przez Latreille’a w 1810 roku pod nazwą Forficulariae, zmienioną w 1829 przez Stephensa na Forficulidae. Typem nomenklatorycznym rodziny jest rodzaj Forficula. Zgodnie z zasadami ICZN autorem nazwy, pomimo użycia błędnej końcówki -ariae, zamiast -idae, pozostaje Latreille, a nie osoba, która dokonała korekty nomenklatorycznej.
Skorkowate grupowane są w podrodzinach:
- Allodahliinae
- Ancistrogastrinae
- Anechurinae
- Diaperasticinae
- Forficulinae
- Neolobophorinae
- Opisthocosmiinae
- Skendylinae